# Lagocheirus araneiformis
Lagocheirus araneiformis es una especie de escarabajo longicornio del género Lagocheirus, tribu Acanthocinini, subfamilia Lamiinae. Fue descrita científicamente por Linné en 1767.

## Descripción
Mide 12-28 milímetros de longitud.

## Distribución
Se distribuye por Antigua y Barbuda, Belice, Brasil, Colombia, Costa Rica, Cuba, Ecuador, Estados Unidos, Granada, Guadalupe, Guatemala, Guayana Francesa, Haití, Hawái, Honduras, Jamaica, México, Nicaragua, Nueva Caledonia, Panamá, Perú, San Vicente y las Granadinas, Santo Tomás, Tahití y Venezuela.